# Roman Vas'janov
Roman Sergeevič Vas'janov (in russo Роман Сергеевич Васьянов?; Mosca, 28 ottobre 1980) è un direttore della fotografia russo.

## Biografia
Figlio di un fotoreporter e fotografo amatoriale, si è laureato alla VGIK, dove aveva come docente il celebre direttore della fotografia sovietico Vadim Jusov. Durante i suoi studi ha cominciato col lavorare su alcuni videoclip e spot pubblicitari, dirigendo la fotografia del suo primo film nel 2005 dopo aver vinto un concorso studentesco al suo ultimo anno di università. Negli anni seguenti avrebbe diretto la fotografia di oltre 300 spot pubblicitari per marchi come Philips, Puma, Budweiser, Dell e Pepsi.
È stato notato a Hollywood grazie alla fotografia del musical russo Stiljagi (2008). È stato quindi scelto dal regista David Ayer come direttore della fotografia di End of Watch - Tolleranza zero (2012). Per la fotografia del film, descritta come "documentaristica" nel suo utilizzo di body cam ed espedienti simili per seguire la giornata-tipo di due poliziotti losangelini, Vas'janov ha ricevuto una candidatura agli Independent Spirit Awards. Per lo stile del film si è ispirato alla fotografia di Anthony Dod Mantle in Festen - Festa in famiglia. È poi tornato a lavorare con Ayer dirigendo la fotografia dei successivi tre film del regista, Fury, Suicide Squad e Bright. Ha continuato a lavorare per il resto degli anni 2010 nel cinema americano, solitamente in film indipendenti o d'azione.
Il 28 febbraio 2022, Vas'janov è stato tra i 115 firmatari di una lettera aperta dei direttori della fotografia russi che condannava l'invasione russa dell'Ucraina.

## Filmografia

### Direttore della fotografia

#### Lungometraggi
- Nočnoj prodavec, regia di Valerij Rožnov (2005)
- Ochota na piran'ju, regia di Andrej Kavun (2006)
- Tiski, regia di Valerij Todorovskij (2007)
- Stiljagi, regia di Valerij Todorovskij (2008)
- Javlenie prirody, regia di Aleksandr Lungin e Sergej Osip'jan (2010)
- End of Watch - Tolleranza zero (End of Watch), regia di David Ayer (2012)
- The Motel Life, regia di Alan e Gabe Polsky (2012)
- The East, regia di Zal Batmanglij (2013)
- Charlie Countryman deve morire (The Necessary Death of Charlie Countryman), regia di Fredrik Bond (2013)
- Fury, regia di David Ayer (2014)
- Suicide Squad, regia di David Ayer (2016)
- The Wall, regia di Doug Liman (2017)
- Thank You for Your Service, regia di Jason Dean Hall (2017)
- Bright, regia di David Ayer (2017)
- Triple Frontier, regia di J. C. Chandor (2019)
- Odessa, regia di Valerij Todorovskij (2019)
- Limonov, regia di Kirill Serebrennikov (2024)

#### Video musicali
- Oh My God – Adele (2021)

### Regista e sceneggiatore
- Obščaga (2021)

## Riconoscimenti
- Independent Spirit Awards
  - 2013 – Candidatura alla miglior fotografia per End of Watch - Tolleranza zero